# Cầu mây tại Đại hội Thể thao Đông Nam Á 2007

Giải cầu mây tại Đại hội Thể thao Đông Nam Á 2007 diễn ra từ ngày 5 đến ngày 15 tháng 12 năm 2007 với 8 nội dung thi đấu.
Trước dó 6 tháng, Thái Lan quyết định thay đổi quả cầu thi đấu và điều này gây bất lợi cho các quốc gia khác tham dự môn cầu mây. Ngày 4 tháng 12, đoàn Malaysia tuyên bố không tham dự môn cầu mây cũng như không cử bất kỳ trọng tài nào điều khiển.

## Xếp hạng theo quốc gia
| Hạng | Đoàn        | Vàng | Bạc | Đồng | Tổng |
| ---- | ----------- | ---- | --- | ---- | ---- |
| 1    | Thái Lan    | 8    | 0   | 0    | 8    |
| 2    | Việt Nam    | 0    | 3   | 3    | 6    |
| 3    | Indonesia   | 0    | 3   | 1    | 4    |
| 4    | Myanma      | 0    | 2   | 4    | 6    |
| 5    | Philippines | 0    | 0   | 4    | 4    |
| 6    | Lào         | 0    | 0   | 3    | 3    |
| Tổng | Tổng        | 8    | 8   | 15   | 31   |

## Bảng huy chương
| Nội dung                         | Vàng | Bạc                                                                                            | Đồng                                                                                           | Đồng |          |
| -------------------------------- | --- | ---------------------------------------------------------------------------------------------- | ---------------------------------------------------------------------------------------------- | --- | -------- |
| Đôi nam                          | Thái Lan Chaichana Anuwat Pansira Purich Parbchompoo Rawat                                                               | Indonesia Hartono Suko Purnomo Yudi Uba Husni                                                  | Lào Bounpaseuth Thittavanh Khogmany Phongeun Somsamaivong Champiane                            | Myanma Lat Zaw Soe Oaka Thiha Oo Kyaw                                                                          | chi tiết |
| Đưa cầu vào 3 rổ tròn nam (Hoop) | Thái Lan Ounumpai Saharat Wattano Chaiya Masuk Ekachai Jaiyan Wattana Yoosuk Thanaiwat Pongpung Prasert                  | Myanma Than Zaw Oo Aung Zaw Thein Zaw Min Maung Maung Sein Zaw Zaw Aung Aung Hlaing Moe        | Indonesia Wisnu Dwi Kusdiyanto Eko Suwarno Edy Mulyono Hadi Hartono Suko Hadi Samsul           | Philippines Alipan Danilo Castanares Harrison Carbonilla Joel Memarion Hector Suico Metodio Jr Santiago Jerome | chi tiết |
| Đồng đội nam (Regu)              | Thái Lan Kaokaew Pornchai Paechan Suriyan Phunsueb Suebsak Somsakul Singha Wongprasoet Niphat                            | Indonesia Kusdiyanto Eko Muhammad Nasrum Purnomo Yudi Suwarno Edy Uba Husni                    | Việt Nam Đỗ Trung Hiếu Lê Tiến Dũng Nguyễn Trọng Thủy Trần Quang Khải Trịnh Đình Kiên          | Myanma Lat Zaw Myo Swe Aung Ose Oaka Thiha Oo Kyaw Zaw Zaw Aung                                                | chi tiết |
| Đội tuyển nam                    | Thái Lan | Indonesia                                                                                      | Lào                                                                                            | Việt Nam | chi tiết |
| Đôi nữ                           | Thái Lan Nantasing Waree Pornnongsan Sirinapa Srihongsa Payom                                                            | Việt Nam Nguyễn Đức Thu Hiền Nguyễn Hải Thảo Lê Thị Hạnh                                       | Myanma Aye Maw Khin Kyu Kyu Thin May Zin Phyoe                                                 | Philippines Apdon Irene Autor Deseree Catain Sarah Jane                                                        | chi tiết |
| Đưa cầu vào 3 rổ tròn nữ (Hoop)  | Thái Lan Phaksra Sahattiya Choochuen Jiraporn Chinchaiyaphum Kobkul Ruanrat Viparat Sochaiyan Kantinan Boonthong Chotika | Myanma Kyu Kyu Thin Naing Naing Win Nwe Nwe Htway May Zin Phyoe Su Tinzar Naing Phyu Phyu Than | Philippines Apdon Irene Autor Deseree Catain Sarah Jane Evora Gelyn Padrigo Rhea Maat Josefina | Việt Nam Đỗ Thị Thu Hiền Cao Thị Yến Nguyễn Thái Linh Nguyễn Thị Hoa Nguyễn Thị Minh Trang Nguyễn Thị Bắc      | chi tiết |
| Đồng đội nữ (Regu)               | Thái Lan Daosakul Tidawan Kaewkamsai Nitinadda Rupsung Sunthari Takan Areerat Thanaattawut Nisa                          | Việt Nam Nguyễn Bạch Vân Nguyễn Hải Thảo Nguyễn Thị Bích Thủy Nguyễn Thị Hoa Nguyễn Thị Thu Ba | Myanma Aye Maw Khin Kyu Kyu Thin May Zin Phyoe Naing Naing Win Thin Zar Ei                     | Philippines Apdon Irene Autor Deseree Evora Gelyn Maat Josefina Padrigo Rhea                                   | chi tiết |
| Đội tuyển nữ                     | Thái Lan | Việt Nam                                                                                       | Lào                                                                                            | | chi tiết |